# El Còdol (Navès)
El Còdol és una masia situada al municipi de Navès, a la comarca catalana del Solsonès.